# Charles de Montalembert
Pour les articles homonymes, voir Montalembert.

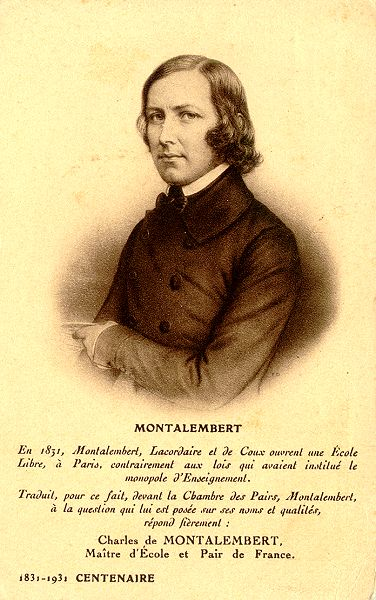
Charles de Montalembert, « maître d'école et pair de France »

Charles René de Montalembert, né le 15 avril 1810 à Londres et mort le 13 mars 1870 à Paris, est un journaliste, historien et homme politique français, membre de l'Académie française. Pair de France, membre des assemblées constituante et législative de la Deuxième République, membre du Corps législatif du Second Empire, il est l'un des participants à la rédaction de la loi Falloux (2 mars 1850).

## Biographie

### Jeunesse (1810-1828)
Charles est le fils de Marc-René de Montalembert (1777 - 1831) et d'Élise Rosée Forbes (1788 - 1839), d'origine écossaise. Il est né à Londres le 15 avril 1810. Le nom "Forbes" placé parmi ses prénoms, selon une coutume anglaise, est le nom de famille de sa mère.
Durant ses premières années, Charles est élevé par son grand-père maternel, James Forbes, en Angleterre, à Stanmore. Celui-ci encadre sa jeunesse et devient son repère principal pendant que ses parents voyagent en Europe pour réaliser leurs missions diplomatiques. C'est à neuf ans qu'il quitte cette stabilité, à la mort de son grand-père.
Il arrive en France afin de suivre ses études à Paris, d'abord au lycée Bourbon (actuel lycée Condorcet), puis, à partir de 1826, à l'institution Sainte-Barbe, pour y étudier la rhétorique et la philosophie. Mais ayant été d'abord familiarisé avec la langue et les habitudes britanniques, il se démarque de ses camarades. Sa mère, élevée dans l'Église anglicane, se convertit au catholicisme en 1822, ce qui renforce sa foi religieuse. Il a constaté, durant les deux années à Sainte-Barbe, que les élèves étaient touchés par « la fièvre irréligieuse qui régnait alors parmi la jeunesse confiée à l'Université ».
Marqué par l'exemple du système politique britannique, Charles de Montalembert développe alors des idées politiques libérales. 
Pendant son adolescence, il entretient un cercle important de relations intellectuelles et mondaines : il fréquente les salons de Madame de Davidoff, de Delphine Gay, assiste aux cours du philosophe Victor Cousin, avec lequel il se lie d'amitié, de même qu’avec François Rio, professeur d'histoire au lycée Louis-le-Grand. Ses amis les plus proches sont alors Léon Cornudet (1808-1876), futur conseiller d'État, et Gustave Lemarcis, qu'il a rencontré en septembre 1827 au château de la Roche-Guyon, lors d'un séjour chez Louis-François de Rohan-Chabot.
Comme toute sa génération, Montalembert est influencé par les idées romantiques, rêve de sublime, de génie et de sacrifice. À l'âge de quinze ans, il prend la résolution solennelle de servir à la fois Dieu et la liberté de la France :

« En vivant pour notre patrie, nous aurons obéi à la voix de Dieu qui nous ordonne de nous aimer les uns les autres ; et comment pourrions-nous mieux aimer nos concitoyens qu’en leur dévouant notre vie entière ? Nous aurons ainsi vécu pour ce qu’il y a de plus beau et de plus grand dans le monde, la religion et la liberté. »

### Études (1828-1830)
Après avoir obtenu son baccalauréat (2 août 1828), ainsi qu'un prix de rhétorique au concours général, il part le 26 août rejoindre ses parents à Stockholm, où, en 1827, Marc-René de Montalembert a été nommé ambassadeur. Le jeune homme admire Stockholm et les institutions politiques suédoises, mais méprise le roi Charles XIV en raison de ses origines roturières et de son passé bonapartiste. Rebuté alors par la lecture de Kant, dont il traduit pour Cousin la Critique de la raison pratique, il découvre avec enthousiasme les penseurs idéalistes et mystiques allemands, Schelling, Zimmer, Baader, qui l'amènent à renier peu à peu l'éclectisme de Victor Cousin.
De retour à Paris en 1829, il commence des études de droit tout en publiant des articles sur la Suède dans la Revue française, dirigée par François Guizot, Victor de Broglie et Prosper de Barante, et en collaborant à l'hebdomadaire Correspondant, fondé en mars 1829 par Louis de Carné, Edmond de Cazalès et Augustin de Meaux.
En matière littéraire, Montalembert est favorable à la jeune école romantique. Dans une lettre à son ami Lemarcis, il le blâme avec humour, d'être un « vieux classique encroûté » pour mieux défendre les nouveaux courants de poésie romantiques. Mais il est parmi les premiers à saluer La Peau de chagrin d'Honoré de Balzac, « comme le roman qui a révélé l'énorme besoin de spiritualité de notre époque ». Sa mère reçoit fréquemment Lamartine, Martignac, Delphine Gay. Charles de Montalembert admire Vigny, Sainte-Beuve et, par-dessus tout, Victor Hugo. Il soutient ardemment Hernani, qu'il voit comme une manifestation de la liberté dans le théâtre. Il fréquente alors assidûment le poète, qui lui fait découvrir l'architecture religieuse du Moyen Âge alors qu'il est en train de préparer Notre-Dame de Paris.

### Séjour en Irlande
Le 25 juillet 1830, Montalembert part pour l'Angleterre. Il est à Londres pendant la révolution de Juillet. D'abord favorable à la chute de Charles X, coupable selon lui d'avoir violé la Charte, fondement des libertés garanties par la monarchie constitutionnelle, il réprouve ensuite les excès anti-religieux des libéraux.
Depuis l'Angleterre, il part pour l'Irlande. Il y rencontre Daniel O'Connell, le fondateur de l'Association catholique (Catholic Association), qui a obtenu en 1829 l'émancipation politique des catholiques d'Irlande et qui personnifie à ses yeux la liberté et la foi triomphantes, ainsi qu'une victoire pacifique, fondée sur le droit et non sur la violence. Montalembert est séduit par l'Église catholique d'Irlande, « libre et pauvre comme à son berceau », puisque le gouvernement n'y prend aucune part à la nomination des évêques, et qu'elle ne vit que des dons de ses fidèles, situation qui contraste avec celle de l'Église de France, dont la situation est réglée par le Concordat de 1801 et les articles organiques : traditionnellement unie au gouvernement de la Restauration, sous le nouveau régime de la monarchie de Juillet, elle est en butte à l'opposition libérale.

### L’Aveniret les débuts du catholicisme libéral
Montalembert attend avec impatience depuis son adolescence de s'engager pour défendre la liberté civile et la liberté de l'Église catholique. Longtemps, il se sent isolé dans cette voie. En désaccord avec les idées réactionnaires de la plupart des aristocrates catholiques qu'il fréquente, il déclare ainsi en 1827 que :

« Au nom d'une religion qui a introduit la vraie liberté dans le monde, on me prêche l'arbitraire et l'ancien régime. [...] Mais aujourd’hui je ne désespère pas de trouver des hommes qui [...] prennent pour mobile de leur conduite Dieu et la liberté. »

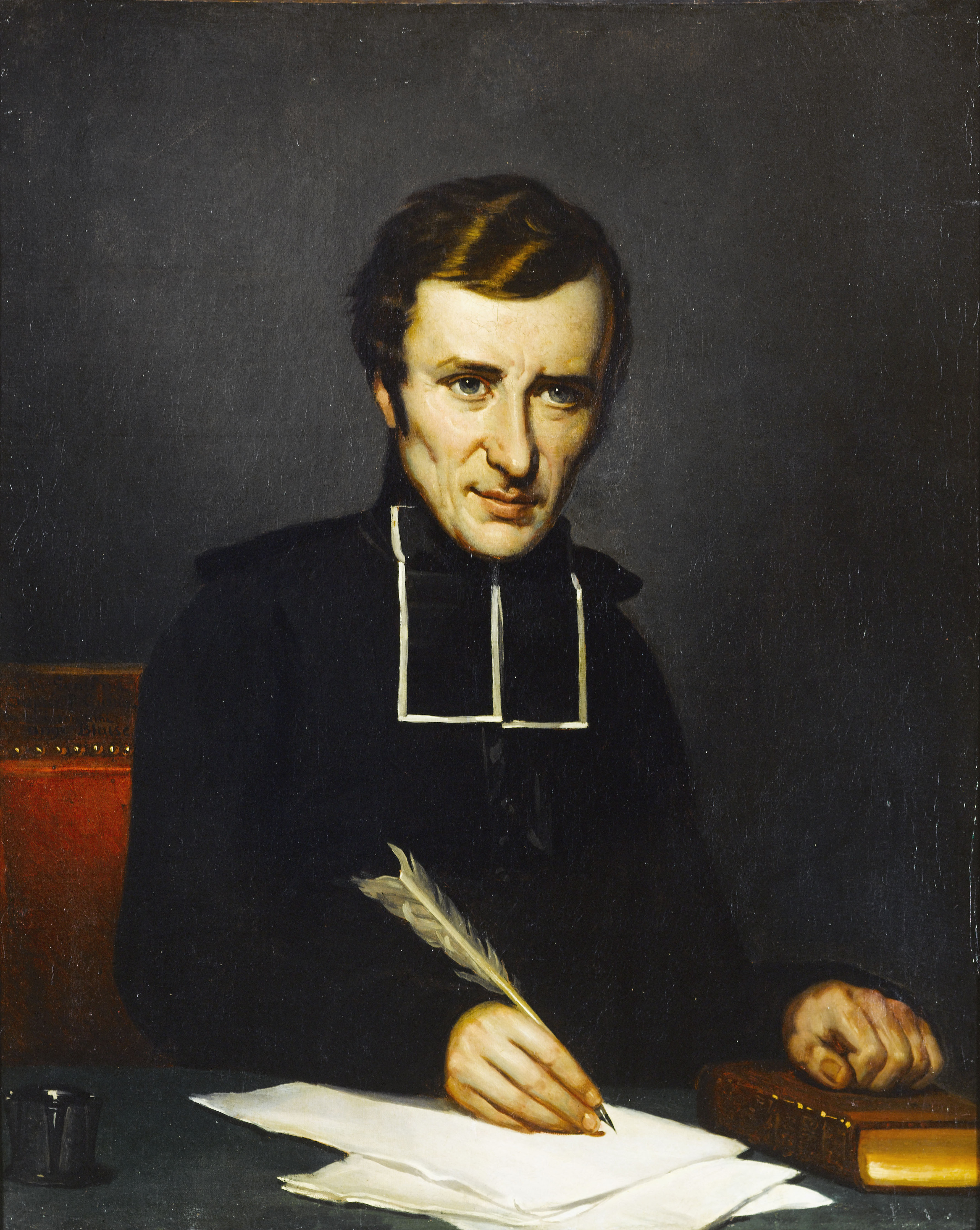
Lamennais, par L. D. Lancôme, musée Carnavalet.

À l'issue de la révolution de 1830, sa rencontre avec Lamennais lui fournit enfin l'occasion de s'engager pour défendre ses idées, et de développer dans le journal l'Avenir les thèses qui formeront la base du catholicisme libéral, mêlant la doctrine contre-révolutionnaire traditionnelle telle que l'avait développée Joseph de Maistre et la pensée libérale héritée des Lumières et de la Révolution française.
Lancé en octobre 1830 par Lamennais, dans un contexte très anticlérical, le nouveau journal marie ultramontanisme (défense de la souveraineté absolue du pape en matière religieuse) et libéralisme (défense de la liberté de conscience, de la liberté d'expression), aspirations démocratiques et catholicisme. Son rédacteur en chef est Lamennais, secondé par les abbés Gerbet et Lacordaire, qui devient rapidement l'un des amis les plus proches de Montalembert. Le 7 décembre 1830, les rédacteurs de L’Avenir résument leurs revendications : ils demandent la liberté de conscience, la séparation de l'Église et de l'État, la liberté d'enseignement, la liberté de la presse, la liberté d'association, la décentralisation administrative et l'extension du principe électif.
Les contributions de Montalembert dans L'Avenir concernent principalement la liberté d'enseignement et la défense des droits des peuples opprimés. Il soutient en effet l'émancipation des nationalités européennes, au nom du droit des personnes et des communautés à disposer d'elles-mêmes. Séduit par l’exemple des luttes d'Irlande, de Belgique, de Pologne, où l’Église catholique joue un rôle prépondérant dans le combat pour la liberté des nations, Montalembert rêve alors, à la suite de Lamennais, d’établir une souveraineté spirituelle du pape sur les peuples chrétiens d'Europe unis et libres.

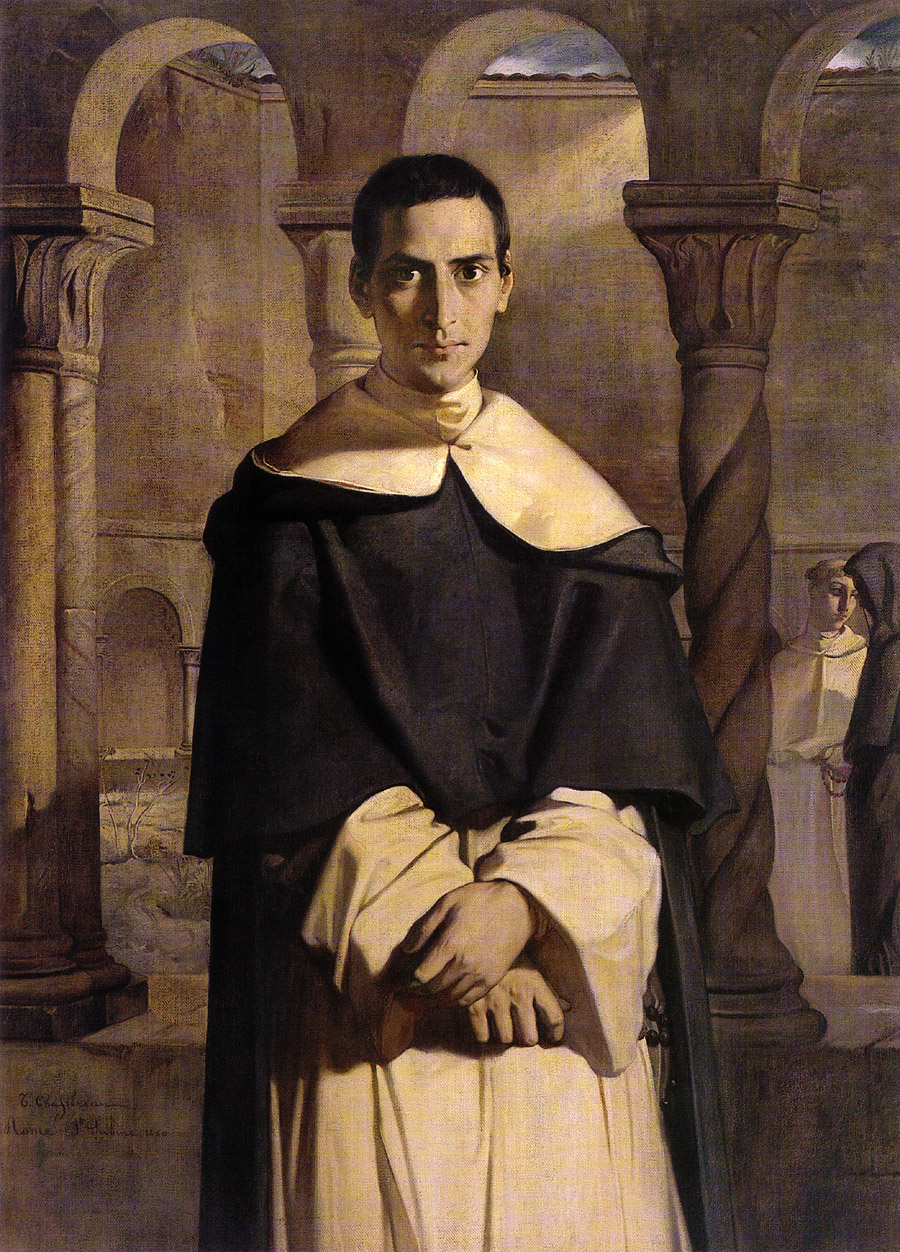
Lacordaire, par Théodore Chassériau, 1840, musée du Louvre.

Il soutient donc l'Irlande catholique de Daniel O'Connell, ainsi que la Belgique, soulevée le 15 août 1830 contre les Hollandais protestants qui la gouvernaient depuis le Congrès de Vienne de 1815.
Mais ses accents les plus dramatiques sont consacrés à la Pologne : écartelée au XVIIIe siècle, elle se révolte en novembre 1830. Le 2 décembre 1830, les Russes sont chassés de Varsovie. Montalembert songe même alors à partir combattre auprès de la « fière et généreuse Pologne, tant calomniée, tant opprimée, tant chérie de tous les cœurs libres et catholiques. »
L'Avenir appelle alors, sans succès, le gouvernement français à soutenir les Polonais insurgés. Finalement, l'insurrection polonaise est écrasée le 12 septembre 1831, et Montalembert écrit alors dans l'Avenir : « Catholiques ! la Pologne est vaincue. Agenouillons-nous près du cercueil de ce peuple trahi ; il a été grand et malheureux. »
D'autre part, afin de défendre la liberté de l'enseignement, en dehors du monopole de l'Université napoléonienne, conformément à leur interprétation de la Charte de 1830, les journalistes de l'Avenir fondent en décembre 1830 l'Agence générale pour la défense de la liberté religieuse, et ouvrent, le 9 mai 1831, une école libre, rue des Beaux-Arts, à Paris. Aux côtés de Lacordaire et de l'économiste Charles de Coux, Montalembert s’improvise alors maître d’école. Après un procès retentissant devant la Chambre des pairs, qui s’achève par la condamnation de cette initiative et la fermeture de l’école, l’Avenir est suspendu par ses fondateurs le 15 novembre 1831. En butte à l'opposition d'une majorité des évêques français, traditionnellement gallicans, ils décident d'en appeler directement au jugement du pape Grégoire XVI.

### Pèlerin de la liberté, échec du séjour à Rome (1831 - 1832)
Le 30 décembre 1831, Lacordaire, Lamennais et Montalembert, les « pèlerins de la liberté », se rendent donc à Rome afin de connaitre l'avis du pape sur les doctrines développées par L'Avenir ainsi que dans la congrégation de Saint-Pierre naissante. D’abord confiants, ils déchantent vite face à l'accueil qui leur est accordé. En effet, contrairement à leurs attentes, le 15 août 1832, le pape Grégoire XVI, condamne leurs idées libérales par l'encyclique Mirari Vos. Après de nombreuses hésitations, les auteurs écrivent une lettre publique de soumission à l'encyclique et renoncent à faire paraître L'Avenir. Lamennais est, quant à lui, condamné une nouvelle fois par le pape en 1834 par l'encyclique Singulari nos. Cette condamnation marque la fin de l'amitié avec Montalembert.
En 1835, Charles de Montalembert rédige un ouvrage intitulé Histoire de sainte Elisabeth, duchesse de Thuringe et tertiaire franciscaine du XIIIe siècle. Ce livre présente une histoire du XIIIe siècle et une apologie de l’apport civilisationnel de l’Église, influencé par le mouvement romantique. Il rédige ce livre à l’abbaye Saint-Pierre de Solesmes. Le livre est un important succès de librairie tout au long du XIXe siècle. 
Après la publication de l'Histoire de sainte Elisabeth, séduit par la vie monastique et encouragé en ce sens par Lacordaire et dom Guéranger, Montalembert hésite à choisir cette voie. Cependant, il conserve durant le reste de sa vie une relation épistolière importante avec le supérieur général de l'abbaye de Solesmes, dom Guéranger.

### Mariage avec Anna de Mérode (1836)
Il rencontre Marie-Anne (dite Anna) de Mérode, fille du comte Félix de Mérode, héros de l’indépendance de la Belgique en 1830 et conseiller du roi Léopold Ier de Belgique, et de Rosalie de Grammont, dont le père, le marquis de Grammont, était l’un des principaux actionnaires de L'Avenir.
Anna de Mérode est âgée de 18 ans en 1836. Les deux jeunes gens sont unis le 16 août 1836 à Trélon, dans le château de la famille de Mérode en Hainaut français, lors d’une cérémonie présidée par Philippe Gerbet. Suit un voyage de noces en Allemagne et en Italie. Reçus par Manzoni à Milan, les jeunes époux partent ensuite pour Rome. Montalembert, plusieurs fois reçu en audience par le pape Grégoire XVI, proteste alors devant lui de sa fidélité à son égard, achève de renier Lamennais et ses Affaires de Rome, critique l'archevêque de Paris, Hyacinthe-Louis de Quélen, et les gallicans français, et plaide les causes de Gerbet et de Lacordaire.

### Carrière parlementaire (1837-1850)

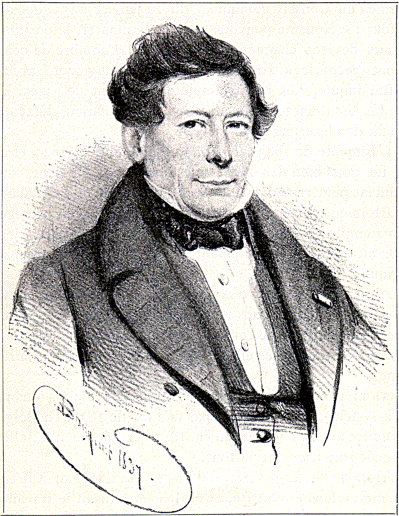
Félix de Mérode

Pair de France à partir de 1831, en 1837, Montalembert commence véritablement sa carrière parlementaire. Même s'il n'apprécie guère la Monarchie de Juillet, qu'il considère comme un régime individualiste, bourgeois et matérialiste, au détriment de la cohésion sociale et de l’union nationale, il décide de soutenir cette monarchie constitutionnelle et libérale, dans le travail législatif mené à la Chambre des pairs. Il y défend inlassablement deux thèmes principaux : la défense du droit des peuples à disposer d'eux-mêmes et celle des libertés religieuses, à travers le rétablissement officiel des congrégations religieuses et la liberté d'enseignement.
Il est partisan de la monarchie constitutionnelle et du libéralisme politique, défendant la liberté de la presse et la liberté d'association, et accordant un soutien constant aux droits des nationalités opprimées. Partisan de la liberté de l'enseignement.
Ainsi, il soutient en Espagne les partisans de la reine Isabelle II, favorables à une monarchie constitutionnelle, et défend avec constance la cause de la Pologne. Il lutte surtout pour la liberté de la Belgique, dont il avait salué l’affranchissement en 1830 : en 1838, lors de la crise diplomatique du Luxembourg et du Limbourg, il tente aux côtés de son beau-père, Félix de Mérode, mais sans succès, de convaincre le roi Louis-Philippe et son ministre, Mathieu Molé, de défendre les prétentions territoriales belges du roi Léopold contre le roi Guillaume Ier des Pays-Bas.

#### Constitution du «Parti catholique»
Cependant, l'essentiel de l'action de Montalembert pendant les années 1837-1850 vise à la constitution d’un « parti catholique » unifié, fédérant l’action des catholiques français autour de la défense des intérêts de l'Église et la liberté d'enseignement, en s’assurant de l’appui des évêques, qui avait cruellement manqué aux hommes de l'Avenir.
L’action à mener est immense, à la mesure de la division des catholiques français : les uns sont fidèles au régime déchu en 1830, au gallicanisme, et considèrent le roi Louis-Philippe comme un usurpateur. À leur tête se trouve Monseigneur de Quélen, l'archevêque de Paris, appuyé par l'abbé Dupanloup.
L'autre fraction, soutenue par le pape Grégoire XVI, rassemble une partie de la jeune génération catholique, sous la direction de Lacordaire, Ozanam, et Montalembert. Ultramontains et libéraux, ils entreprennent alors, chacun à leur manière, de réconcilier la religion catholique et la société française post-révolutionnaire, en détachant le catholicisme français des traditions légitimistes et gallicanes : tandis que Frédéric Ozanam se tourne vers l’action charitable, rapprochant les classes populaires de l’Église catholique, que Lacordaire prêche la liberté à Notre-Dame de Paris, Montalembert défend les libertés religieuses à travers son action politique.
À cette fin, il rachète en 1836 le journal l'Univers, fondé par l'abbé Migne, pour en faire un organe de combat au service des libertés de l'Église.
Il cherche ensuite à faire remplacer l’ancienne génération d’évêques légitimistes par des hommes indépendants du pouvoir royal et favorables aux idées libérales, et appuie auprès du roi plusieurs nominations importantes : celles de Bonald à Lyon, de Sibour à Digne, de Denys Affre à Paris, de Thomas Gousset à Reims, et de Doney à Montauban.
Montalembert soutient aussi la restauration des ordres religieux, supprimés en France par la Révolution française, qu'il s’agisse des bénédictins, reconstitués par Prosper Guéranger à Solesmes, ou des dominicains, restaurés par son ami Henri Lacordaire. Proche du père de Ravignan, il défend aussi avec constance les jésuites, très impopulaires, à plusieurs reprises menacés d'expulsion de France, dispersés en 1845.

#### Campagne pour la liberté d'enseignement
L'essentiel des combats menés par Montalembert et le parti catholique ont un objectif principal : obtenir la liberté d'enseignement, à savoir, la possibilité de créer des établissements d'enseignement secondaire en dehors du monopole de l'enseignement public d'État. Cette liberté concernerait avant tout les congrégations religieuses enseignantes, notamment les jésuites.
Plusieurs projets de loi à ce sujet sont proposés par les ministres de l'Instruction publique successifs : Victor Cousin en 1840, Villemain en 1841 et 1844. Ces projets se heurtent à l'opposition de la gauche, mais aussi à celle d'une grande partie du clergé français, qui les juge trop sévères pour l'enseignement catholique ; ainsi, le projet de 1844 interdit explicitement l'enseignement aux membres de congrégations.
Une campagne de presse et d'opinion sans précédent est déclenchée par les catholiques, à l'instigation de Montalembert, afin d'obtenir une loi plus favorable. L'Univers de Veuillot est l'organe du mouvement, et Montalembert le défend avec constance auprès des autorités romaines méfiantes face au libéralisme du titre. De nombreuses brochures sont publiées. Plusieurs évêques, tels le cardinal de Bonald, ou Mgr Parisis, évêque de Langres, s'expriment publiquement, ainsi que les abbés Maret et Combalot. Montalembert lui-même publie en 1843 une brochure intitulée Du devoir des catholiques dans la question de la liberté d'enseignement. Il y appelle les catholiques français à s'organiser pour la conquête de la liberté d'enseignement.
En conséquence, en 1844, Montalembert structure la campagne sur l'ensemble du territoire national, créant un comité directeur ainsi que des comités départementaux chargés de mobiliser sur le terrain l'opinion publique en faveur de la liberté d'enseignement par le biais de pétitions. Ces comités soutiennent aussi les candidats proches du parti catholique aux élections législatives de 1846. De nombreuses circulaires du comité central aux départements organisent la campagne, répandent les mots d'ordre de mobilisation. 
Parmi ses attaques politiques contre certains abus gouvernementaux, on note, en juillet 1845 qu'avec le prince de la Moskowa, fils du maréchal Ney, il proteste à la Chambre des Pairs contre les enfumades du Dahra, ordonnées par Bugeaud et le colonel Pélissier, l'un des épisodes les plus noirs de la conquête de l'Algérie.
Les élections sont un succès : plus de 140 députés élus sont favorables au parti catholique. Après ce succès, de nouvelles tensions apparaissent au sein du parti : certains, menés par Dupanloup, conservateur et proche politiquement du pouvoir royal, sont partisans de négocier avec le gouvernement, tandis que les partisans de Veuillot souhaitent poursuivre le combat. Mais ils sont de nouveau rassemblés dans leur opposition commune au projet de loi présenté en 1847 par Salvandy.
Son engagement en faveur de la liberté d'enseignement le pousse à cautionner par sa présence le 4 avril 1856 la fondation par Augustin Louis Cauchy et Charles Lenormant de L'Œuvre des Écoles d'Orient, plus connue actuellement sous le nom de L’Œuvre d’Orient. Il fut même membre de son 1er Conseil général du 25 avril de la même année.

#### République et loi Falloux
Député du Doubs sous la Seconde République, en 1848 et 1849, il participe à l'élaboration de la loi Falloux sur l'enseignement. Il siège également à la Commission sur l'assistance et la prévoyance publiques présidée par Thiers.

### Montalembert et leSecond Empire(1850-1870)

#### Échec du ralliement à l'Empire
Le 10 mars 1850, des élections législatives partielles donnent une majorité aux socialistes à Paris. Les chefs de la droite, ou « Burgraves », Adolphe Thiers, Mathieu Molé, Pierre-Antoine Berryer, Changarnier, Montalembert, par crainte d'une victoire des socialistes aux élections de 1852, entreprennent, avec l'aval du président, une réforme de la loi électorale de la Constitution de 1848, imposant à tout électeur un domicile continu depuis trois ans, afin d'éliminer l'électorat ouvrier. Montalembert défend la loi, votée le 31 mai 1850, à l'Assemblée, affirmant alors : « Nous voulons la guerre légale au socialisme, afin d'éviter la guerre civile. »
D'abord favorable à une révision constitutionnelle, après le coup d'État du 2 décembre 1851, Montalembert décide de cautionner le fait accompli, par crainte de la révolution, et dans l'espoir d'obtenir de Louis-Napoléon des lois favorables aux catholiques (liberté d'association, abrogation des articles organiques de 1802). Aux côtés de Louis Veuillot, il appelle donc publiquement dans l'Univers à voter pour le coup d'État : « Je suis pour l'autorité contre la révolte, pour la conservation contre la destruction, pour la société contre le socialisme... »

#### Échec et divisions du «Parti catholique»
Mais vite déçu par l'absolutisme du nouveau régime, et par l'absence de concessions aux catholiques, Montalembert officialise sa rupture avec le Second Empire le 20 octobre 1852 par la publication d'un ouvrage, Les Intérêts catholiques au XIXe siècle, dans lequel il fait l'éloge du gouvernement représentatif. Consterné par le ralliement de nombreux évêques auparavant légitimistes, comme Donnet, Salinis ou Parisis au régime autoritaire de Napoléon III, Montalembert y demande aux catholiques de ne pas associer la cause de l'Église et celle de l'absolutisme monarchique. L'ouvrage le réconcilie avec les libéraux, comme Lacordaire, mais le brouille définitivement avec le nouveau parti clérical, ultramontain et absolutiste, dont les idéologues sont Guéranger et Veuillot, qui traite le livre de « Marseillaise parlementaire ».
Pour répliquer aux attaques de l'Univers, les catholiques opposés à la dictature impériale relancent alors une revue, le Correspondant, fondée en 1828. Aux côtés de Montalembert y contribuent des orléanistes (le duc de Broglie, Dupanloup), des légitimistes (Falloux, Théophile Foisset), et des libéraux (Cochin, Lacordaire). Craignant un réveil d'anticléricalisme à la suite du ralliement de l'Église catholique à l'absolutisme napoléonien, de sa posture permanente d'adversaire de la raison, de la société moderne, de la liberté de conscience, des libertés politiques, la revue entreprend de montrer que ces principes constitutifs de la société moderne sont conformes à la religion catholique.
Le 9 janvier 1851, Charles de Montalembert est élu à l'Académie française, succédant au bisontin François-Xavier-Joseph Droz. Il est reçu par Guizot le 5 février 1852. Avec les opposants au Second Empire, il soutient par la suite les candidatures de Dupanloup en 1854, de Berryer en 1855, de Falloux en 1856, de Lacordaire en 1860.
Sans enthousiasme, il siège au Corps législatif, tentant sans succès de faire exister une opposition parlementaire à l'Empire.

« L'histoire dira quelle fut l'infatigable complaisance et l'incommensurable abaissement de cette première assemblée du second Empire […], cette cave sans air et sans jour, où j'ai passé six ans à lutter contre des reptiles. »

Candidat de nouveau aux élections législatives de 1857 à Besançon, Montalembert bénéficie de l'appui réticent de l'Univers. Mais l'opposition de l'administration impériale contribue à un échec écrasant. En réaction, l'Académie française en fait son directeur. Le Correspondant devient alors son principal terrain d'action.

#### Renforcement des liens avec l'Angleterre
Ainsi, en 1858, Montalembert effectue un voyage à Londres, où il fréquente les princes d'Orléans exilés. Il assiste aux séances du parlement britannique. De retour en France, il écrit un article intitulé « Un débat sur l'Inde au Parlement anglais », dans lequel, tout en exaltant la liberté des parlementaires britanniques, il critique la vie politique française.
Les rédacteurs du Correspondant jugent l'article imprudent, mais l'enthousiasme de Lacordaire (« L'heure est venue de dire ce qu'on estime la vérité, quoi qu'il puisse en advenir… ») décide finalement Montalembert à le publier ; l'article paraît le 25 octobre 1858.
Des poursuites sont engagées immédiatement contre Montalembert, accusé par le ministère public d'avoir « excité à la haine et au mépris du gouvernement », « violé le respect dû aux lois », « attaqué les droits et l'autorité que l'Empereur tient de la constitution et du suffrage universel ». Les adversaires du régime impérial font de ce procès une tribune politique. Défendu par les avocats Berryer et Dufaure, soutenu au tribunal par le duc de Broglie, Odilon Barrot, Villemain, et de nombreux autres opposants, Montalembert comparaît le 24 novembre 1858.
Il est condamné à six mois de prison, 3 000 francs d'amende, et fait appel.
Le 2 décembre, jour anniversaire de l'empire, l'empereur accorde sa grâce à Montalembert, qui la refuse. Il est donc jugé une deuxième fois, le 21 décembre 1858, et obtient une réduction de sa peine de prison de 6 à 3 mois, avant d'être de nouveau gracié par l'empereur.

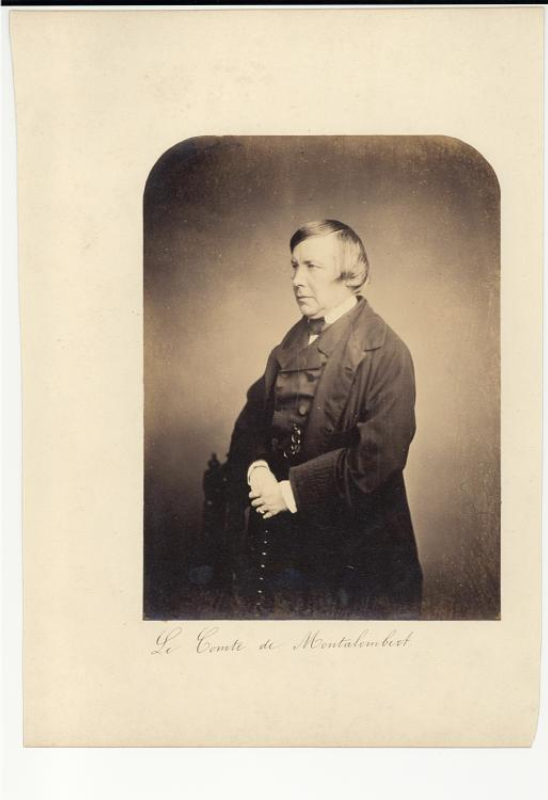
Portrait photographique du comte de Montalembert réalisé en 1858 par Maull et Polyblank

Son travail diplomatique avec les élites anglaises lui valent une certaine reconnaissance, dont celui d'être photographié pour un journal londonien. Le 10 mai 1858, Montalembert, en visite à Londres, fait mention dans son Journal d’une séance photographique chez le photographe Henry Maull associé à l’imprimeur lithographe George Henry Polyblank. Ces deux associés publient à ce moment une série intitulée Photographic portraits of living celebrities, sélectionnant ainsi 40 personnalités des principaux domaines de la vie sociale (historiens, hommes politiques, hommes d’Église, explorateurs). Le portrait du « comte de Montalembert » est publié en février 1859.
Puis Montalembert s'oppose au soutien de la France de Napoléon III à l'unification italienne menée par le royaume de Piémont-Sardaigne sous l'égide de Cavour, menaçant le pouvoir temporel du pape Pie IX. En effet, en 1859, la France entre en guerre contre l'Autriche aux côtés du Piémont. En juillet 1859, l'armistice de Villafranca termine la guerre. L'Autriche abandonne la Lombardie au Piémont. Mais la Toscane, ainsi que les villes de Parme et Modène, et les légations pontificales de Bologne, Ferrare et Ravenne demandent à leur tour leur annexion au Piémont, menaçant l'existence-même des États pontificaux.
Napoléon III demande en janvier 1860 au pape de faire le sacrifice de ses provinces révoltées, déclenchant de vives réactions chez les catholiques français. L'Univers, qui soutient le pouvoir temporel du pape, est interdit.
Le beau-frère de Montalembert, Xavier de Mérode, prend la tête des armées du Saint-Siège.

#### Contre l'absolutisme pontifical: «l'Église libre dans l'État libre»
En 1863, les prélats et hommes politiques catholiques de Belgique organisent un congrès international à Malines, rassemblant plus de trois mille participants. Le 20 août 1863 Montalembert y prononce un discours sur le rôle de l'Église dans les nouvelles sociétés démocratiques. Désespéré depuis des années par le discours réactionnaire de la plupart des organes les plus écoutés du Saint-Siège (notamment l'Univers et la Civiltà Cattolica), soutenant selon lui « les thèses les plus exagérées, les plus insolentes, les plus dangereuses, les plus répugnantes à la société moderne », révolté par l'attitude et les arguments de Veuillot et de Guéranger lors de l'Affaire Mortara, mais profondément fidèle à l'Église de Rome, Montalembert fait de son discours un manifeste en faveur du libéralisme catholique. Il réaffirme avec éloquence les principes fondamentaux du catholicisme libéral, tels qu'ils avaient été ébauchés dès l'époque de L'Avenir : défense de la liberté de conscience, indépendance de l'Église vis-à-vis du pouvoir politique. Il exalte l'ensemble des libertés publiques (liberté de la presse, liberté d'enseignement...), à terme bénéfiques selon lui à l'Église.
Poursuivant son discours le 21 août, il développe plus particulièrement le thème de la liberté de conscience, tout en se défendant d'un quelconque relativisme religieux. Il affirme alors notamment :

« J'éprouve une invincible horreur pour tous les supplices et toutes les violences faites à l'humanité sous prétexte de servir ou de défendre la religion... L'inquisiteur espagnol disant à l'hérétique : la vérité ou la mort ! m’est aussi odieux que le terroriste français disant à mon grand-père : la liberté, la fraternité ou la mort ! La conscience humaine a le droit d'exiger qu'on ne lui pose plus jamais ces hideuses alternatives. »

Il défend l'idée d'une Église qui, « dégagée de toute solidarité compromettante, de tout engagement de parti ou de dynastie, apparaîtra au milieu des flots vacillants et agités de la démocratie, seule immobile, seule inébranlable, seule sûre d'elle-même et de Dieu, ouvrant ses bras maternels à tout ce qu’il y a de légitime, de souffrant, d'innocent, de repentant, dans tous les camps, dans tous les pays. »
Ce discours de Malines suscite de vives réactions. Salué par les catholiques libéraux de Belgique et de France, Montalembert se heurte rapidement à l'opposition frontale de Veuillot et du parti clérical, ainsi qu'aux fortes réticences du Saint-Siège, représenté par le cardinal Wiseman, le nonce Ledochowski, et les jésuites de la Civiltà Cattolica.
En réponse au discours de Malines, et malgré le soutien de Xavier de Mérode, en mars 1864, le cardinal Antonelli écrit, au nom du pape Pie IX, une lettre de blâme à Montalembert, qui se soumet en silence, optant pour « la résignation et la patience ». La réponse publique du pape au discours de Malines est, le 8 décembre 1864, l'encyclique Quanta Cura, à laquelle est annexée le Syllabus. Celui-ci est une liste de propositions condamnées, visant notamment les idées libérales, la liberté de conscience, la liberté de la presse. Consternés, les catholiques libéraux français répliquent, sous la plume de Dupanloup, qui défend fermement le Syllabus, tout en minimisant sa portée.
Profondément déçu par le Syllabus, mais demeurant fidèle au pape, gravement malade à partir de 1867, Montalembert se consacre désormais au Correspondant, dont il confie la direction à Léon Lavedan, ainsi qu'à son travail historique sur les Moines d'Occident.
La préparation du concile du Vatican, la future proclamation du dogme de l'infaillibilité pontificale lui font craindre la victoire du parti favorable à l'absolutisme monarchique et au pouvoir personnel du pape, aboutissant selon lui à une rupture complète entre l'Église et la société moderne. Il soutient donc les catholiques allemands opposés au dogme, et souhaite, sans succès, que Newman et Döllinger influencent les débats du concile grâce à leur science théologique. Satisfait par les débuts de l'Empire libéral, il meurt, avant la fin du concile et la proclamation du dogme de l'infaillibilité pontificale, en 1870 dans son hôtel particulier du no 5 impasse de Valmy près de la rue du Bac à Paris.
Il consacra beaucoup de son temps à un grand travail sur le monachisme en Occident. Il fut d'abord attiré par le personnage de Bernard de Clairvaux et lui consacra un volume ; par la suite, cependant il abandonna ce travail sur le conseil de son ami Dupanloup et l'édition entière fut détruite. Il élargit alors son plan original et publia les premiers volumes de ses Moines d'occident (1860), œuvre admirablement écrite et qui fut reçue avec beaucoup d'admiration dans ces cercles où la langue était plus appréciée que l'étude elle-même. Le travail, inachevé à la mort de l'auteur, fut complété par la suite à l'aide de quelques longs fragments retrouvés parmi ses papiers (vols. VI et VII, 1877).

### Décès
Le 26 août 1868, Montalembert est victime d'un accident de cheval, à Charquemont, près de son château de Maîche. Très rapidement, son état se dégrade, et Charles meurt à Paris le 13 mars 1870. Il est inhumé au Cimetière de Picpus

## Membre de sociétés savantes
- Académie des sciences, belles-lettres et arts de Besançon et de Franche-Comté[28]
- Académie française (1851)
- Comité des travaux historiques et scientifiques (1849)[28]

## Œuvres

### Écrits politiques et discours
- Défense de l'école libre devant la Chambre des Pairs,  1831
- Du vandalisme et du catholicisme dans l'art, 1839
- Du devoir des catholiques dans la question de la liberté d'enseignement, Paris, Bureau de l'Univers, 1843, 77 p. (BNF 34045433, lire en ligne)
- Trois discours sur la liberté de l'Église. Saint Anselme, 1844
- Discours prononcé sur l'abolition de l'esclavage par M. le comte de Montalembert, pair de France, dans la discussion générale du projet de loi relatif aux colonies, séance du 7 avril 1845.
- Discours de M. de Montalembert, représentant du Doubs, sur la liberté d'enseignement, dans la discussion de l'article 8 du projet de constitution : séances des 18 et 20 septembre 1848, Paris, Assemblée Nationale, 1848, 36 p. (BNF 30967800, lire en ligne)
- Quelques conseils aux catholiques, 1849
- Des intérêts catholiques au XIXe siècle, 1852
- De l'avenir politique de l'Angleterre, 1855
- Un débat sur l'Inde au Parlement anglais, 1858
- Pie IX et lord Palmeston, 1859
- Discours, 3 vol., 1860
- Pie IX et la France, 1860
- Lettre à M. le comte de Cavour, 1860
- Une nation en deuil, la Pologne en 1861, 1861
- L'Église libre dans l'État libre. L'insurrection polonaise, 1863
- Le pape et la Pologne, Paris, E. Dentu, 1864 (BNF 30967719, lire en ligne)
- Le général de La Moricière , Paris, C. Douniol, 1865 , 31 p.
- La victoire du Nord aux États-Unis, Paris, E. Dentu, 1865
- L'Espagne et la Liberté, 1870
- Lettres à un ami de collège, publiées par M. Cornudet, 1872

### Écrits historiques
- Histoire de sainte Élisabeth de Hongrie, duchesse de Thuringe (1207-1231), Paris, Debécourt, 1836, 450 p. (BNF 30967665, présentation en ligne, lire en ligne)
- Monuments de l'histoire de sainte Élisabeth, 1838
- Les moines d'Occident : depuis saint Benoît jusqu'à saint Bernard, Jacques Lecoffre et Cie, 1860 à 1877 (BNF 30967699) :
  - Tome Premier, 1860, 598 p. (lire en ligne)
  - Tome Deuxième, 1860, 602 p. (lire en ligne)
  - Tome Troisième : Conversion de l'Angleterre par les moines - I, 1866, 522 p. (lire en ligne)
  - Tome Quatrième : Conversion de l'Angleterre par les moines - II, 1867, 521 p. (lire en ligne)
  - Tome Cinquième : Conversion de l'Angleterre par les moines - III, 1867, 432 p. (lire en ligne)
  - Tome Sixième, 1877, 664 p. (lire en ligne)
  - Tome Septième, 1877, 722 p. (lire en ligne)

### Journal intime
- Louis Le Guillou et Nicole Roger-Taillade, Journal intime inédit, Paris, CNRS (BNF 35315817) :
  - Tome III. 1834-1843, 2003.
  - Tome IV. 1844-1848, 2005.
  - Tome V : 1849-1853, 2006.
  - Tome VI. 1854-1858, 2006.
  - Tome VII : 1859-1864, 2008.
  - Tome VIII et dernier. 1865-1870, 2009.

## Postérité et hommages

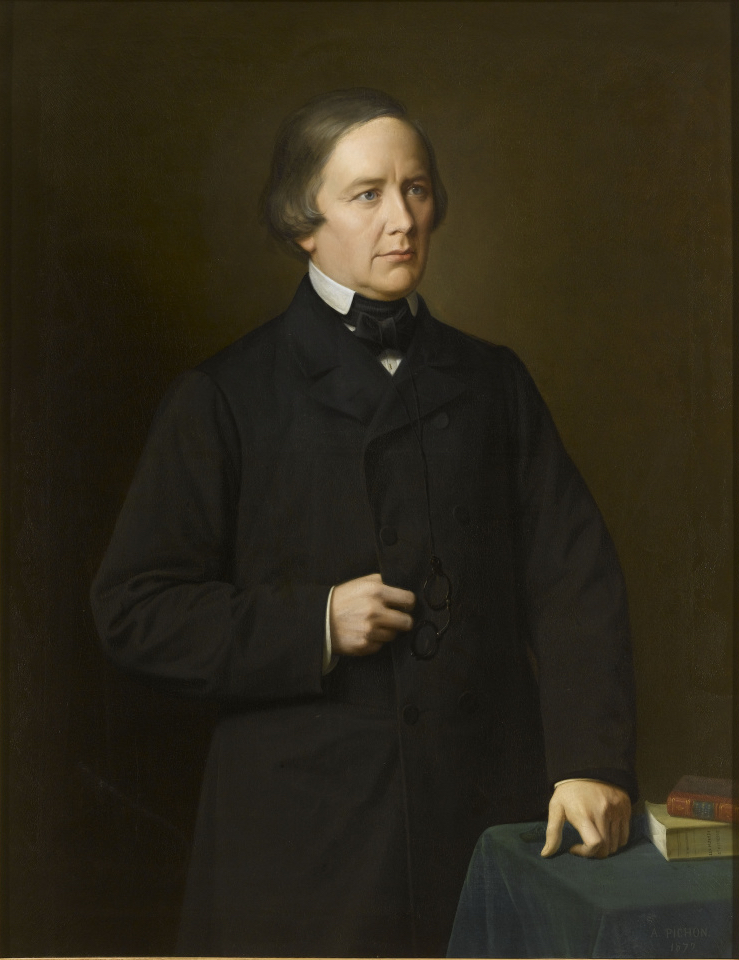
Portrait posthume de Charles de Montalembert par Auguste Pichon en 1879 (commande du château de Versailles pour le Musée de l'Histoire de France).

Des descendants de Charles de Montalembert créent en 2007 l'Association des Amis de Montalembert (AAdM). Pour le bicentenaire de sa naissance, l'AAdM a organisé un colloque intitulé « Charles de Montalembert, les combats d’un catholique pour la liberté (1810-1870) » qui s’est tenu le 6 novembre 2010 au Sénat sous le patronage du président Josselin de Rohan. Il a été coordonné par Antoine de Meaux et Eugène de Montalembert. Les actes en ont été publiés par CNRS Éditions.
En 2018, les Archives départementales de la Côte-d'Or et l’AAdM ont lancé une souscription publique, en partenariat avec la Fondation du patrimoine, afin de numériser le fonds Charles de Montalembert. Le fonds représente 244 bobines de microfilms.
La famille de Montalembert n'a pas de lien historique avec le château Montalembert, à Maîche (Doubs). Le château a pris ce nom en 1870, après la mort de Charles de Montalembert qui avait épousé en août 1836 Anna de Mérode, héritière du château. Charles de Montalembert y effectua de nombreux séjours entre 1857 et 1868. En 1841, il acquiert le château de La Roche-en-Brenil, en Côte d'Or, qui appartient aujourd’hui encore à l’un de ses descendants.